# (8696) Kjeriksson
(8696) Kjeriksson (1993 FM16) – planetoida z pasa głównego asteroid okrążająca Słońce w ciągu 5,83 lat w średniej odległości 3,24 au. Odkryta 17 marca 1993 roku.